# 圣索尔南拉沃
圣索尔南拉沃（法語：Saint Sornin Lavolps，法語發音：[sɛ̃ sɔʁnɛ̃ lavo]）是法国科雷兹省的一个市镇，位于该省西部，属于布里夫拉盖亚尔德区。该市镇总面积15.36平方公里，2009年时的人口为858人。

## 人口
圣索尔南拉沃人口变化图示